# Gimnastică la Jocurile Olimpice de vară din 2020 - Paralele masculin

Imagine a Centrului de Gimnastică Ariake

Proba masculină de gimnastică paralele de la Jocurile Olimpice de vară din 2020 a avut loc în perioada 24 iulie-3 august 2021 la Ariake Gymnastics Centre.

## Program
Orele sunt ora Japoniei (UTC+9) 
| Data                    | Timp              | Etapă                                           |
| ----------------------- | ----------------- | ----------------------------------------------- |
| Sâmbătă, 24 iulie 2021  | 10:00 14:30 19:30 | Subdiviziunea 1 Subdiviziunea 2 Subdiviziunea 3 |
| Miercuri, 3 august 2021 | 17:00             | Finala                                          |

## Rezultate

### Calificări
| Loc | Gimnast               | Dificultate | Execuție | Penalizare | Total  | Rezultat |
| --- | --------------------- | ----------- | -------- | ---------- | ------ | -------- |
| 1   | Zou Jingyuan (CHN)    | 6,8         | 9,366    |            | 16,166 | C        |
| 2   | Lukas Dauser (GER)    | 6,7         | 9,033    |            | 15,733 | C        |
| 3   | You Hao (CHN)         | 6.8         | 8.866    |            | 15,666 | C        |
| 4   | Ferhat Arıcan (TUR)   | 7,0         | 8,566    |            | 15,566 | Q        |
| 5   | Sam Mikulak (USA)     | 6,4         | 9,033    |            | 15,433 | C        |
| 6   | Xiao Ruoteng (CHN)    | 6,4         | 9,000    |            | 15,400 | –        |
| 7   | Joe Fraser (GBR)      | 6,6         | 8,800    |            | 15,400 | C        |
| 8   | Petro Pakhniuk (UKR)  | 6,6         | 8,733    |            | 15,333 | C        |
| 9   | David Belyavskiy COR  | 6,6         | 8,725    |            | 15,325 | C        |
| 10  | Daiki Hashimoto (JPN) | 6,2         | 9,100    |            | 15,300 | R1       |
| 11  | Wataru Tanigawa (JPN) | 6,4         | 8,841    |            | 15,241 | R2       |
| 12  | Artur Dalaloyan COR   | 6,4         | 8,833    |            | 15,233 | R3       |

Rezerve
Rezervele pentru finala la paralele:
1. Daiki Hashimoto (JPN)
2. Wataru Tanigawa (JPN)
3. Artur Dalaloyan COR

Doar doi gimnaști din aceeași țară s-au putut califica în finală. Gimnastul care nu s-a calificat din cauza cotei de reprezentare națională, dar a avut un scor care i-ar fi permis calificarea a fost:
- Xiao Ruoteng (CHN)

### Finala
Sursa
| Loc | Gimnast              | Dificultate | Execuție | Penalizare | Total  |
| --- | -------------------- | ----------- | -------- | ---------- | ------ |
| 1   | Zou Jingyuan (CHN)   | 6,9         | 9,333    |            | 16,233 |
| 2   | Lukas Dauser (GER)   | 6,7         | 9,000    |            | 15,700 |
| 3   | Ferhat Arıcan (TUR)  | 7,0         | 8,633    |            | 15,633 |
| 4   | You Hao (CHN)        | 6,9         | 8,566    |            | 15,466 |
| 5   | David Belyavskiy COR | 6,6         | 8,600    |            | 15,200 |
| 6   | Sam Mikulak (USA)    | 6,4         | 8,600    |            | 15,000 |
| 7   | Petro Pakhniuk (UKR) | 6,1         | 8,433    |            | 14,533 |
| 8   | Joe Fraser (GBR)     | 6,1         | 8,400    |            | 14,500 |